# Paul D. Boyer
Paul Delos Boyer (født 31. juli 1918, død 2. juni 2018) var en amerikansk biokemiker. Han modtog Nobelprisen i kemi i 1997.